# Jesús Reynaldo
Jesús Reynaldo Hurtado (Trinidad, 22 mei 1954) is een Boliviaans voormalig voetballer, die speelde als aanvaller. Hij beëindigde zijn actieve loopbaan in 1993 en ging nadien aan de slag als voetbalcoach.

## Clubcarrière
Reynaldo begon zijn professionele loopbaan in 1977 bij Club Bolívar en kwam daarnaast onder meer uit voor de Boliviaanse topclub The Strongest. Hij was driemaal topscorer van de hoogste divisie in zijn vaderland, de Liga de Fútbol Profesional Boliviano.

## Interlandcarrière
Reynaldo speelde in totaal 17 officiële interlands voor Bolivia in de periode 1977-1983 en scoorde vier keer voor La Verde. Onder leiding van bondscoach Wilfredo Camacho maakte hij zijn debuut op 10 februari 1977 in de vriendschappelijke thuiswedstrijd tegen Paraguay (2-2). Hij nam met zijn vaderland deel aan de strijd om de Copa América 1979.

## Erelijst
Club Bolívar
- Topscorer Liga de Boliviano

1977 (28 goals), 1978 (39 goals)
 The Strongest
- Topscorer Liga de Boliviano

1986 (36 goals)